# Annuario Pontificio
Annuario Pontificio – wydawany od 1912 jeden z oficjalnych organów informacyjnych Stolicy Świętej, rocznik statystyczny Stolicy Apostolskiej.

## Historia
Państwo Kościelne wydawało podobne roczniki już w XVII w. Od 1716 do 1859 z kilkoma przerwami w Rzymie wydawano Notizie per l'Anno. W 1851 Stolica Święta zapoczątkowała publikowanie Hierarchii Świętego Apostolskiego Kościoła Rzymskokatolickiego... (wł. Gerarchia di Santa Chiesa Cattolica Apostolica Romana e di ogni rito, con notizie storiche), która w 1860 przyjęła nowy tytuł "Annuario Pontificio". Wydawanie tego rocznika zawieszono po dziesięciu latach.
W drukarni Monaldi w 1872 zaczęto wydawać Hierarchię katolicką i Dwór papieski... (wł. La Gerarchia cattolica e la Corte Pontificia per l'anno...), zawierającą w dodatku różne informacje na temat urzędów Kurii Rzymskiej.
W 1885 Drukarnia Watykańska rozpoczęła wydawanie rocznika półoficjalnego. W latach 1899–1904 periodyk ten zyskał status oficjalnego. W 1904 tylko Acta Sanctae Sedis zaczęto uważać za oficjalne (dzisiaj Acta Apostolicae Sedis).
W 1912 wznowiono wydawanie Annuario Pontificio. W latach 1912–1924 w periodyku zamieszczano spisy pracowników kongregacji watykańskich. Zwyczaj ich zamieszczania wrócił po 1940.

## Zawartość
Zawiera podstawowe dane o terytorialnej i osobowej strukturze Kościoła. Każdy rocznik zawiera listę papieży (por. Poczet papieży) oraz członków Kurii Rzymskiej. Wymienia wszystkich kardynałów i wszystkich biskupów całego świata, każdą z diecezji z informacjami statystycznymi. Annuario Pontificio wylicza również wszystkie przedstawicielstwa dyplomatyczne Watykanu oraz ambasady przy Stolicy Świętej, zarządy każdego zakonu i instytutu zakonnego wraz z informacjami odnośnie do ich liczebności. Rocznik ten zawiera również spis prałatów używających tytułu monsignor. Rocznik wydawany jest przez Urząd Statystyczny Kościoła Katolickiego po włosku w wydawnictwie Libreria Editrice Vaticana.
Zgodnie z Annuario Pontificio 2010 liczba katolików wzrosła z 1 147 mln w 2007 do 1 166  mln w 2008, a więc o 1,7 procenta.